# Radical 124
Le radical 124, qui signifie la plume, est un des 29 des 214 radicaux chinois répertoriés dans le dictionnaire de Kangxi composés de six traits.
Le caractère Unicode de 羽 est 7FBD.

## Caractères avec le radical 124
| nombre de traits          | caractères                          |
| ------------------------- | ----------------------------------- |
| Sans trait supplémentaire | 羽                                  |
| 3 traits supplémentaires  | 羾 羿                               |
| 4 traits supplémentaires  | 翀 翁 翂 翃 翄 翅 翆                |
| 5 traits supplémentaires  | 翇 翈 翉 翊 翋 翌 翍 翎 翏 翐 翑 習 |
| 6 traits supplémentaires  | 翓 翔 翕 翖 翗 翘 翙 翚             |
| 7 traits supplémentaires  | 翛 翜 翝                            |
| 8 traits supplémentaires  | 翞 翟 翠 翡 翢 翣 翤                |
| 9 traits supplémentaires  | 翥 翦 翧 翨 翩 翪 翫 翬 翭          |
| 10 traits supplémentaires | 翮 翯 翰 翱                         |
| 11 traits supplémentaires | 翲 翳 翴 翵 翶 翼                   |
| 12 traits supplémentaires | 翷 翸 翹 翺 翻                      |
| 13 traits supplémentaires | 翽 翾                               |
| 14 traits supplémentaires | 翿 耀                               |